# Lijst van windmolens in Antwerpen (provincie)
Dit is een lijst van windmolens in de provincie Antwerpen.
| Naam                         | Plaats               | Gemeente                    | Provincie | Type molen                   | Functie             | Maalvaardigheid                                | Monument-status | Bezoekmogelijkheid                                                                           | Foto |
| ---------------------------- | -------------------- | --------------------------- | --------- | ---------------------------- | ------------------- | ---------------------------------------------- | --------------- | -------------------------------------------------------------------------------------------- | ---- |
| Heimolen                     | Heiken               | Aartselaar                  | Antwerpen | Standerdmolen                | Korenmolen          | Maalvaardig                                    | M, DSG          | Maart-oktober: iedere eerste zondag 13.00 - 17.00 uur.                                       |      |
| Molen van Sint-Anneke        | Linkeroever          | Antwerpen                   | Antwerpen | Standerdmolen                | Korenmolen          | Maalvaardig                                    | M               | Elke laatste zondag van de maand, 13-17 uur                                                  |      |
| Toremansmolen                | Arendonk             | Arendonk                    | Antwerpen | achtkante houten bovenkruier | Koren- en oliemolen | Maalvaardig                                    | M               | Elke laatste zondag van de maand van mei tot en met september, 14-17 uur en op afspraak      |      |
| Buitenmolen                  | Berendrecht          | Berendrecht-Zandvliet-Lillo | Antwerpen | Stellingmolen                | Korenmolen          | Maalvaardig                                    | M, DSG          | Woensdag tot en met Zaterdag 11-18 uur en Zondag 10-18 uur.                                  |      |
| Den Steenen Molen            | Boechout             | Boechout                    | Antwerpen | Stellingmolen                | Korenmolen          | Maalvaardig                                    | M               | Alle zondagen van 13 tot 17 uur of op verzoek                                                |      |
| Molen van Bouwel             | Bouwel               | Grobbendonk                 | Antwerpen | Standerdmolen                | Korenmolen          | Maalvaardig                                    | M               | Op molendagen en op afspraak                                                                 |      |
| Stenen Molen                 | Brecht               | Brecht                      | Antwerpen | Beltmolen                    | Korenmolen          | Maalvaardig                                    | M, L            | Zondagen, 13-17 uur                                                                          |      |
| Bakkersmolen                 | Wildert              | Essen                       | Antwerpen | Stellingmolen                | Korenmolen          | Museummolen                                    | Niet beschermd  | Zaterdag en zondag 10.00 - 18.00 uur; in de zomer dagelijks met uitzondering van maandag.    |      |
| Molen van Larum              | Larum                | Geel                        | Antwerpen | Standerdmolen                | Korenmolen          | Maalvaardig                                    | M, DSG          | Laatste zondag van de maand en op afspraak                                                   |      |
| Molen van 't Veld            | Zeggendijk           | Geel                        | Antwerpen | Standerdmolen                | Korenmolen          | Niet maalvaardig, restauratie in voorbereiding | M               | Zondagnamiddagen van april tot en met september                                              |      |
| Gansakkermolen               | Geel                 | Geel                        | Antwerpen | Standerdmolen                | Korenmolen          | Gedemonteerd                                   | M               | Na de restauratie                                                                            |      |
| In Stormen Sterk             | Gierle               | Lille                       | Antwerpen | Grondzeiler                  | Korenmolen          | Maalvaardig                                    | M, DSG          | Elke laatste zondag van de maand                                                             |      |
| Kaasstrooimolen              | Heist-op-den-Berg    | Heist-op-den-Berg           | Antwerpen | Standerdmolen                | Korenmolen          | Maalvaardig                                    | M               | Elke zondag, 14 - 18 u.                                                                      |      |
| Salm-Salm Molen              | Hoogstraten          | Hoogstraten                 | Antwerpen | Beltmolen                    | Korenmolen          | Draaivaardig                                   | M, L            | Op afspraak                                                                                  |      |
| Keeses Molen                 | Kasterlee            | Kasterlee                   | Antwerpen | Standerdmolen                | Korenmolen          | Maalvaardig                                    | M               | Op afspraak, 2e zondag van de maand                                                          |      |
| Oostmolen                    | Terlo                | Kasterlee                   | Antwerpen | Beltmolen                    | Koren- en oliemolen | Uitwendig hersteld, vakantiewoning             | M               | Niet toegankelijk                                                                            |      |
| De Eenhoorn                  | Lillo                | Berendrecht-Zandvliet-Lillo | Antwerpen | Stellingmolen                | Korenmolen          | Draaivaardig                                   | M               | Elke laatste zondag van de maand, 13-17 uur                                                  |      |
| Zittaartse Molen             | Zittaart             | Meerhout                    | Antwerpen | Standerdmolen                | Korenmolen          | Maalvaardig                                    | M, DSG          | Laatste zondagen van de maanden april-september: na afspraak                                 |      |
| Prinskensmolen               | Meerhout-Berg        | Meerhout                    | Antwerpen | Standerdmolen                | Korenmolen          | Maalvaardig                                    | M               | Op afspraak                                                                                  |      |
| Heimeulen                    | Meerle               | Hoogstraten                 | Antwerpen | Beltmolen                    | Korenmolen          | Onttakeld in afwachtend restauratie            | M               | Na de restauratie                                                                            |      |
| Molen van Ezaart             | Ezaart               | Mol                         | Antwerpen | Grondzeiler                  | Korenmolen          | Maalvaardig                                    | M               | Groepen op afspraak                                                                          |      |
| Hogewegmolen                 | Noorderwijk          | Herentals                   | Antwerpen | Standerdmolen                | Korenmolen          | Maalvaardig                                    | M, DSG          | Op molendagen en op afspraak                                                                 |      |
| Molen van Oelegem            | Oelegem              | Ranst                       | Antwerpen | Beltmolen                    | Korenmolen          | Maalvaardig                                    | M               | Elke 2e zondag van de maand,11 - 17.30 u en iedere laatste zondag van de maand van 13 - 17 u |      |
| Buulmolen                    | Olen                 | Olen                        | Antwerpen | Standerdmolen                | Korenmolen          | Maalvaardig                                    | M               | De laatste zondag van iedere maand 13.00 - 17.00 uur                                         |      |
| Bergmolen                    | Pulderbos            | Zandhoven                   | Antwerpen | Beltmolen                    | Korenmolen          | Maalvaardig                                    | M, L            | Iedere zondag van 13-18 uur in de zomer, en van 13 tot 17 uur in de winter.                  |      |
| De Nachtegaal der Maatvennen | Ravels               | Ravels                      | Antwerpen | Beltmolen                    | Korenmolen          | Maalvaardig                                    | M, L            | Op monumenten- en molendagen, als de molen draait                                            |      |
| De Heerser                   | Retie                | Retie                       | Antwerpen | Standerdmolen                | Korenmolen          | Maalvaardig                                    | M, L            | Op afspraak                                                                                  |      |
| Stenen Bergmolen             | Rijkevorsel          | Rijkevorsel                 | Antwerpen | Beltmolen                    | Korenmolen          | Maalvaardig                                    | M               | Elke 2e en laatste zondag van de maand, 13.00 - 17.00 uur.                                   |      |
| Beddermolen                  | Voorteinde, Tongerlo | Westerlo                    | Antwerpen | Standerdmolen                | Korenmolen          | Maalvaardig                                    | M, L            | Elke zondag 13.00 - 17.00 uur.                                                               |      |
| Grote Bentel                 | Turnhout             | Turnhout                    | Antwerpen | Beltmolen                    | Korenmolen          | Uitwendig in verval, woning                    | M               | Niet toegankelijk                                                                            |      |
| Goormolen                    | Turnhout             | Turnhout                    | Antwerpen | Stellingmolen                | Korenmolen          | Noodkap sinds 2003, wordt hersteld             | M               | Nog niet toegankelijk                                                                        |      |
| Zeldenrust                   | Viersel              | Zandhoven                   | Antwerpen | Stellingmolen                | Korenmolen          | Maalvaardig                                    | M               | Op afspraak                                                                                  |      |
| Arbeid Adelt (Weelde)        | Weelde               | Ravels                      | Antwerpen | Stellingmolen                | Korenmolen          | Maalvaardig                                    | Niet beschermd  | Maalt op donderdagavond (18-22 uur) en zondagmorgen (8 u. 30 - 12 u.)                        |      |